# Lucieni
Lucieni é uma comuna romena localizada no distrito de Dâmboviţa, na região de Muntênia. A comuna possui uma área de 44.38 km² e sua população era de 2952 habitantes segundo o censo de 2007.